# 下社乡
下社乡，曾是中华人民共和国山西省阳泉市盂县下辖的一个乡镇级行政单位。2021年4月，撤销下社乡，分别并入西潘乡、梁家寨乡、上社镇。将原下社乡的枣园村委会划归西潘乡管辖，将庄里、七东、王家滩3个村委会划归梁家寨乡管辖，将下社、樊家汇、细腰、乔家庄、下庄、会里6个村委会划归上社镇管辖。

## 行政区划
下社乡下辖以下地区：
樊家汇村、上细腰村、下细腰村、碾子坪村、下社村、河西村、泽泊村、乔家庄村、沟子口村、下庄村、会里村、贾家峪村、王家滩村、庄里村、七东村、里千口村、孙家口村、牛郎湾村、枣园村和夫城口村。